# チャーリーにしなか
チャーリーにしなかは、日本の漫画家。本名は非公開。
可愛らしい絵柄で描かれる作品は主にラブコメ物が多い。また、ミリタリーマニアとしても有名で、ミリタリー関連の漫画作品やイラスト等も発表している。
2018年末以降、病気療養を理由に活動停止していたが、2019年8月10日に活動再開をpixivで報告。

## 単行本
- ちゃありぃずえんぢぇる（雄出版、オレンジコミックス、2001年）
  - ちゃありぃずえんぢぇる（再版）（双葉社、アクションコミックス、2006年）
- ダウン♥タウン♥POPS（少年画報社、ヤングコミックコミックス、2001年）
  - ダウン♥タウン♥POPS（再版）（双葉社、アクションコミックス、2009年）
- 出発シンコー（少年画報社、ヤングコミックコミックス、2003年）
  - 出発シンコー（再版）（双葉社、アクションコミックス、2009年）
- Cheers!（双葉社、アクションコミックス→エンジェル出版、エンジェルコミックス、2004年 - 2019年） 第12巻以降レーベル移籍
- Choice! 全4巻（双葉社、アクションコミックス、2006年 - 2014年）
- TWINS!（少年画報社、ヤングコミックコミックス、2013年）

成年マーク指定
- 天使の休息（雄出版、オレンジコミックス、2001年）
- Baby Hips（コアマガジン、ホットミルクコミックス、2004年）
- こ・う・そ・く（コアマガジン、メガストアコミックス、2006年）